# Babușkin (oraș)

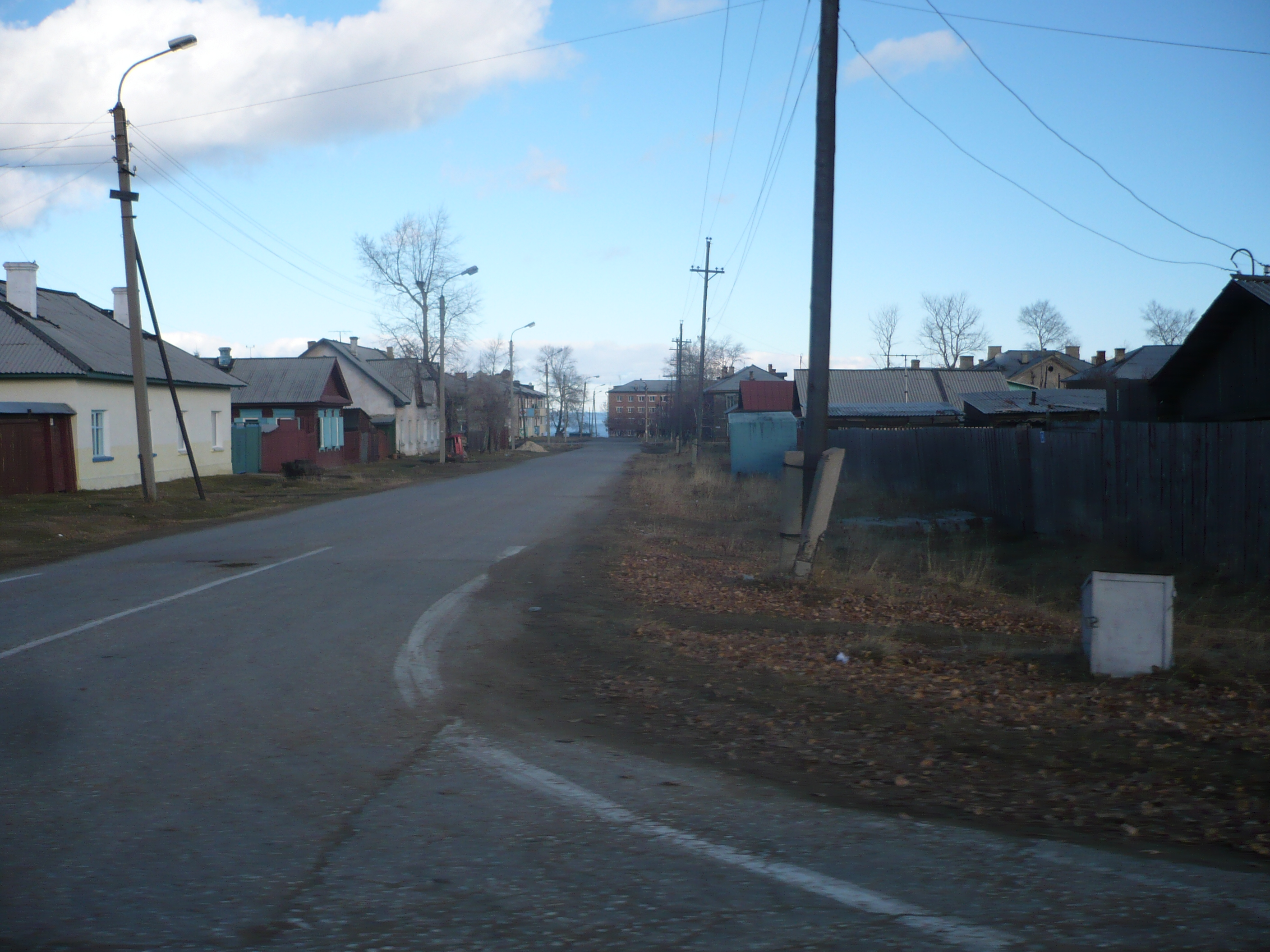
Stradă în oraşul Babuşkin

Babușkin este un oraș din Rusia, aflat astăzi în Buriatia și aflat în apropierea lacului Baikal.
A fost fondat, în 1892, pe teritoriul fostei URSS sub denumirea de Mîsovsk (Мысовск).
Se află pe Calea ferată transsiberiană la kilometrul 5477 (măsurat de la Moscova).
În 1967, populația număra 9.000 de locuitori.
Denumirea actuală a fost dată în cinstea revoluționarului Ivan Babușkin.